# Макеевский трамвай
Макеевский трамвай (укр. Макіївський трамвай) — трамвайная система в Макеевке, работавшая с 23 ноября 1924 года по 30 июня 2006 года. Это первый трамвай в Донбассе и второй, открытый в СССР (после Ногинска). К моменту закрытия в 2006 году имелось 2 маршрута (с 1950-х годов по начало 2000-х годов их было не менее 6), 44,3 км сети и 6 вагонов.

## История
Трамвай в Макеевке появился первым в Донбассе 23 ноября 1924 года. Однопутной колеёй с разъездами длиной 4,5 км он соединил железнодорожную станцию (шахта № 6-14 «Берестовская») до шахты № 1-1-бис «Пастуховка» (впоследствии ш/у «Красногвардейская»). Движение открыли два б/у моторных вагона Х из Москвы.
21 августа 1927 года трамвай появился в центре города (до 1937 года существовало 2 системы трамвая): была построена одноколейная линия с разъездами «Управление метзавода (сейчас — площ. Кирова) — 14-я линия (сейчас — ул. Энгельса)». Движение открыли два б/у моторных вагона Х из Киева.

### Маршруты на 1 января 1928 год
- 1 Управление метзавода — 14-я линия
- Щегловская линия: «шахта 6-14 „Берестовка“ — шахта 1-1бис „Пастуховка“»

В мае 1928 года городская линия продлена от 14-й линии до 24-й линии (сейчас — ул. Калинина) «Коксострой» (сейчас — Макеевский коксохимический завод), а оттуда кольцом севернее завода навстречу Советской колонии (Управления метзавода). Это кольцо существовало до мая 1930 года, когда было демонтировано в связи с активной промышленной застройкой территории севернее метзавода. 16 апреля 1930 года трамвай перешёл от завода к городу, стали поступать новые вагоны с Мытищинского завода.
В мае 1930 года городская линия продлена от 24-й линии до 31-й линии (сейчас — ул. Карла Либкнехта), маршрут № 1 «Управление метзавода — Кино — Коксострой (31-я линия)».
5 августа 1931 года введена новая одноколейная линия «Центр — Трубзавод», пущен маршрут № 2, в октябре 1931 года эта линия продолжена к железнодорожной станции Унион (сейчас не существует), а от неё к 9-й линии: образовалось Южное кольцо (маршрут № 2: «Кино — станция Унион»).
В 1931 году продлили линию от Управления метзавода до Учебного комбината (Советская колония), маршрут № 1: «Советская колония — Кино — Коксострой», по которому пошли впервые в Макеевке трамвайные поезда после капитального ремонта в Киеве. В 1932 году на 10-й линии (сейчас — ул. Шевченко) построено небольшое депо.
7 ноября 1932 года введена новая одноколейная линия «Город — Шахта „Чайкино“», пущен маршрут № 3.
21 июля 1934 года продлена линия 3-го маршрута от шахты «Чайкино» до станции Щегловка: «Город — Щегловка» (Ново-Чайкино) без соединения с Щегловской линией.

### Маршруты на 1 января 1935 года
- 1 Совколония — Кино — Коксострой
- 2 Кино (Кинотеатр имени ВЛКСМ) — Унион (Южное кольцо)
- 3 Кино (Кинотеатр имени ВЛКСМ) — Щегловка
- Щегловская линия («шахта 6-14 — шахта 1-1бис»)

Летом 1935 года введена вторая колея от Кино до современной ул. Доменной.
12 декабря 1935 года перестроена севернее часть линии от города к Кировской стороне (по прежнему участку возводился террикон современной шахты имени Батова).
18 декабря 1935 года введена новая линия «Коксострой (31-я линия) — Новые Планы», продлён маршрут № 1: «Совколония — Кино — Новые Планы».
27 декабря 1935 года введена новая односторонняя линия «Кино — Красный Базар», пущен маршрут № 4 «Кино — Красный Базар», а с августа 1936 года продлена от Красного Базара до карьера шахты «Иван» (сейчас — шахта имени Ленина).
18 августа 1936 года перестроена часть линии от управления метзавода до учебного комбината (Совколония): перенесена с современной ул. Металлургической (единственный участок в 2 квартала, на остальных участках по Кировской стороне трамвай шёл по ул. Кирова) на ул. Кирова.
В 1937 году построен трамвайный парк на Новых Планах (окончательно только в 1940 году).
В мае 1937 года произошло соединение городской и щегловской сетей трамвая, маршрут № 3 продлён: «Кино — Шахта № 1-1бис (Щегловка)».

### Маршруты на 1 января 1941 года
- 1 Совколония — Кино — Новые Планы
- 2 Город (Кино) — Унион (Южное кольцо)
- 3 Город (Кино) — Щегловка (шахта № 1-1бис)
- 4 Город (Кино) — Карьер шахты имени Ленина

### Послевоенное восстановление
Во время немецкой оккупации трамвай работал только на 2-м маршруте (с 22 октября 1941 по 6 сентября 1943 года). После освобождения были уничтожены вагоны (осталось только 8), депо, большинство линий.
1 марта 1944 года первым восстановлен отрезок «Совколония (Учкомбинат) — 22-я линия (ул. Менделеева)», были пущены 5 сохранённых во время войны вагонов.
После этого восстановлено Южное кольцо (до июля-августа 1944 года), линия до Красного рынка (июль 1944 года), от 22-й до 31-й линии (1945 год).
15 мая 1945 года восстановлена линия до Новых Планов, началось восстановление депо (открыто 26 июня 1949 года). В 1946 году работало 3 маршрута.
В конце 1940-х годов из части маршрута № 1 разделён на маршрут № 1 «Центр — Учкомбинат» и маршрут № 5 «Центр — Новые Планы». 11 января 1949 года восстановлен трамвайный парк (№ 1). 23 декабря 1950 года восстановлена линия до Пути Ильича. В мае 1951 года трамвай пошёл до шахты № 6-14 на Щегловке, а 10 апреля 1954 года восстановлена линия до станции Землянки и пущена до Ясиновского коксохимстроя.

### Маршруты на 1 января 1949 года
- 1 Центр — Учкомбинат (Совколония)
- 2 Центр — Унион (Южное кольцо)
- 4 Центр — Красный Базар
- 5 Центр — Новые Планы

1 мая 1950 года введена новая линия «Центр — Путь Ильича» (в том числе до ул. Матросова — существовала до войны в направлении Щегловки), пущен маршрут № 3.
23 декабря 1950 года восстановлен участок бывшей линии «Центр — Щегловка» от улицы Матросова до шахты имени Орджоникидзе, пущен маршрут № 6 «Центр — шахта имени Орджоникидзе».
1 мая 1951 года восстановлен следующий участок бывшей линии «Центр — Щегловка» от шахты имени Орджоникидзе до железной дороги «Ясиноватая — Мушкетово» в непосредственной близости от Щегловки, маршрут № 6 «Центр — Щегловка» (на старую щегловскую линию трамвай ещё не вышел).
6 ноября 1951 года построен путепровод под железной дорогой и продлена линия до Щегловки (до начала ул. Малиновского). К этому времени трестом «Макеевуголь» начала эксплуатироваться «своя» щегловская линия (не вошла в городскую сеть).
В 1952 году произведен капитальный ремонт Южного кольца.
8 августа 1953 года введена новая линия (до войны не существовала) от Новых Планов до Станции Землянки (современный Вокзал), продлён маршрут № 5 «Центр — Станция Землянки».
10 апреля 1954 года введена новая линия от Станции Землянки до Ясиновстроя (сейчас — Ясиновский коксохимический завод), пущен маршрут № 7: «Центр — трест Ясиновстрой», маршрут № 5 возвращён до Новых Планов.

### Маршруты на 1 января 1955 года
- 1 Центр — Учкомбинат (Совколония)
- 2 Центр — Унион (Южное кольцо)
- 3 Центр — Путь Ильича
- 4 Центр — Шахта им. Ленина (Красный базар)
- 5 Центр — Новые Планы
- 6 Центр — Щегловка
- 7 Центр — Трест Ясиновстрой

1 августа 1955 года открыто трамвайное депо № 2.
31 марта 1956 года Щегловская линия восстановлена до шахтоуправления «Красногвардейское» (15 февраля 1956 года была передана от треста «Макеевуголь» Макеевскому трамвайному управлению).
В 1950-е — 1960-е годы активно достраиваются вторые пути (до этого все линии были однопутными с разъездами), в 1959 году — на маршрутах № 1 и 3, в 1961—1962 годах на щегловской линии, единственной однопутной линией осталась четвёрка.
В 1963 году пущен маршрут № 8 «трест Ясиновстрой (ЯКХЗ) — Учкомбинат».
В 1964 году закрыто в связи с застройкой центральной площади разворотное кольцо, после чего поменялись направления маршрутов. В том же году построен объездной участок дороги «Центр — Щегловка» в районе ул. Изотова в Старорабочем посёлке.

### Маршруты на 1 января 1965 года
- 1 ЯКХЗ — Учкомбинат (ПТУ № 66)
- 2 Центр — Трубзавод (не изменился)
- 3 Новые Планы — шахта «Чайкино» (Путь Ильича)
- 4 Центр — Центральный рынок (не изменился)
- 5 Станция Землянки (Вокзал) — Совколония
- 6 Новые Планы — Шахта № 1-1-бис (Щегловка)

22 ноября 1967 года отменён маршрут № 4, на Центральный рынок переносится разворотное кольцо прежней остановки «Город» («Центр») — существовало до 1974 года. 27 февраля 1968 года (по другим данным, летом 1969 года) в связи с реконструкцией переезда ликвидировано Южное кольцо (и маршрут № 2).
27 августа (по другим данным, 30 августа) 1968 года открыта линия на посёлок «Восточный», пущен новый маршрут № 4 (линия продлена до ДК шахты «Бутовская» 2 ноября 1969 года).

### Маршруты на 1 января 1970 года
- 1 Вокзал — ПТУ № 66
- 3 Рынок — Путь Ильича
- 4 Рынок — ДК шахты «Бутовская» (Восточный)
- 5 ЯКХЗ — Новые Планы
- 6 Рынок — шахтоуправление «Красногвардейское» (Щегловка)

Последним строительством новых путей стала реконструкция линии около Червоногвардейской автостанции, оконченное 4 декабря 1971 года (по другим данным, 10 апреля 1973 года). После этого наблюдалось только разрушение трамвайных путей. Город активно обзаводился троллейбусом. 15 октября 1974 году сняты рельсы от центра до Центрального рынка, в связи с чем поменялись маршруты — стали опять долгими:

### Маршруты на 1 января 1975 года
- 1 Вокзал — ПТУ № 66
- 3 Новые Планы — Путь Ильича
- 4 ЯКХЗ — Восточный
- 6 Новые Планы — шахтоуправление «Красногвардейское»

В 1979 году появилось новое кольцо на Доменной.

### Маршруты на 1 января 1980 года
- 1 ЯКХЗ — ПТУ № 66
- 2 Вокзал — ул. Доменная
- 3 Новые Планы — Путь Ильича
- 4 ул. Доменная — Восточный
- 5 Новые Планы — Восточный
- 6 ул. Доменная — шахтоуправление «Красногвардейское»
- 7 Новые Планы — шахтоуправление «Красногвардейское» (бывший маршрут № 6)

Уже в 1981 году ликвидирован № 7, а № 6 стал «Новые Планы — шахтоуправление „Красногвардейское“». Тогда же маршрут № 4 от ул. Доменной продлён до Вокзала. В 1982 году № 5 продлён от Новых Планов до Вокзала, а № 4 от Вокзала до ЯКХЗ.

### Маршруты на 1 января 1983 года
- 1 ЯКХЗ — ПТУ № 66
- 2 Вокзал — Доменная
- 3 Новые Планы — Путь Ильича
- 4 ЯКХЗ — Восточный
- 5 Вокзал — Восточный
- 6 Новые Планы — Шахта «Красногвардейская»

С 1985 года маршрут № 6 продлён до шахтоуправления «Красногвардейское»
В 1991 году маршрут № 3 продлён от Новых Планов до Вокзала. К 1994 году закрыт маршрут № 2, маршрут № 5 стал «ЯКХЗ — Новые Планы», а маршрут № 3 вернулся до Новых Планов.

### Маршруты на 1 января 1994 года
- 1 Вокзал — ПТУ № 66
- 3 Новые Планы (Депо)— Путь Ильича
- 4 ЯКХЗ — Восточный
- 5 Новые Планы (Депо)— ЯКХЗ
- 6 Новые Планы (Депо)— Щегловка

### Маршруты на 1 января 1998 года
- 1 Вокзал — ПТУ № 66
- 2 Депо — Доменная (без постоянного движения)
- 3 Доменная — Путь Ильича
- 4 ЯКХЗ — Восточный
- 5 Депо — ЯКХЗ (без постоянного движения)
- 6 Доменная — Щегловка

20 июля 2000 года появилось оборотное кольцо на улице Плехановской, маршруты перенесены с Доменной, а маршрут № 6 ходил только до ул. Малиновского (линия дальше — закрыта). К этому времени работа маршрутов № 3 и 4 была практически парализована из-за частых поломок и грабительного демонтажа подвесных креплений трамвая.
В 2002 году закрыто депо № 2.

### Маршруты на 1 января 2006 года
- 1 ЯКХЗ — ПТУ № 66
- 6 ул. Малиновского — Плехановский рынок

## Ликвидация
Долгое время сеть макеевского трамвая была одной из крупнейших в Донецкой области. В 1990-х годах трамвайная система была разрушена в результате паралича власти: к 2004 году осталось лишь 2 маршрута с тремя подвижными единицами трамваев (в расцвет советской власти имелось более 100 вагонов и 6 маршрутов). В эти годы интервал движения был не менее 30 минут. Макеевский трамвай первым в независимой Украине был ликвидирован (3 июля 2006 года). Вскоре была снята контактная сеть и разобраны рельсы. В результате продажи трамвайной сети был приобретён 1 троллейбус.

## Подвижной состав
Ранее эксплуатировались типы вагонов:
- 2-осные моторные Х+М (49 вагонов) в 1924—1968,
- 2-осные прицепные Х+М (30 вагонов) в 1931—1968,
- 4-осные моторные (2 вагона) в 1935—1950,
- КТМ-1/КТП-1 (28/28 вагонов) в 1952—1978,
- КТМ-2/КТП-2 (55/55 вагонов) в 1961—1982,
- КТМ-5М3 (137 вагонов) в 1975—2006.

## Карты

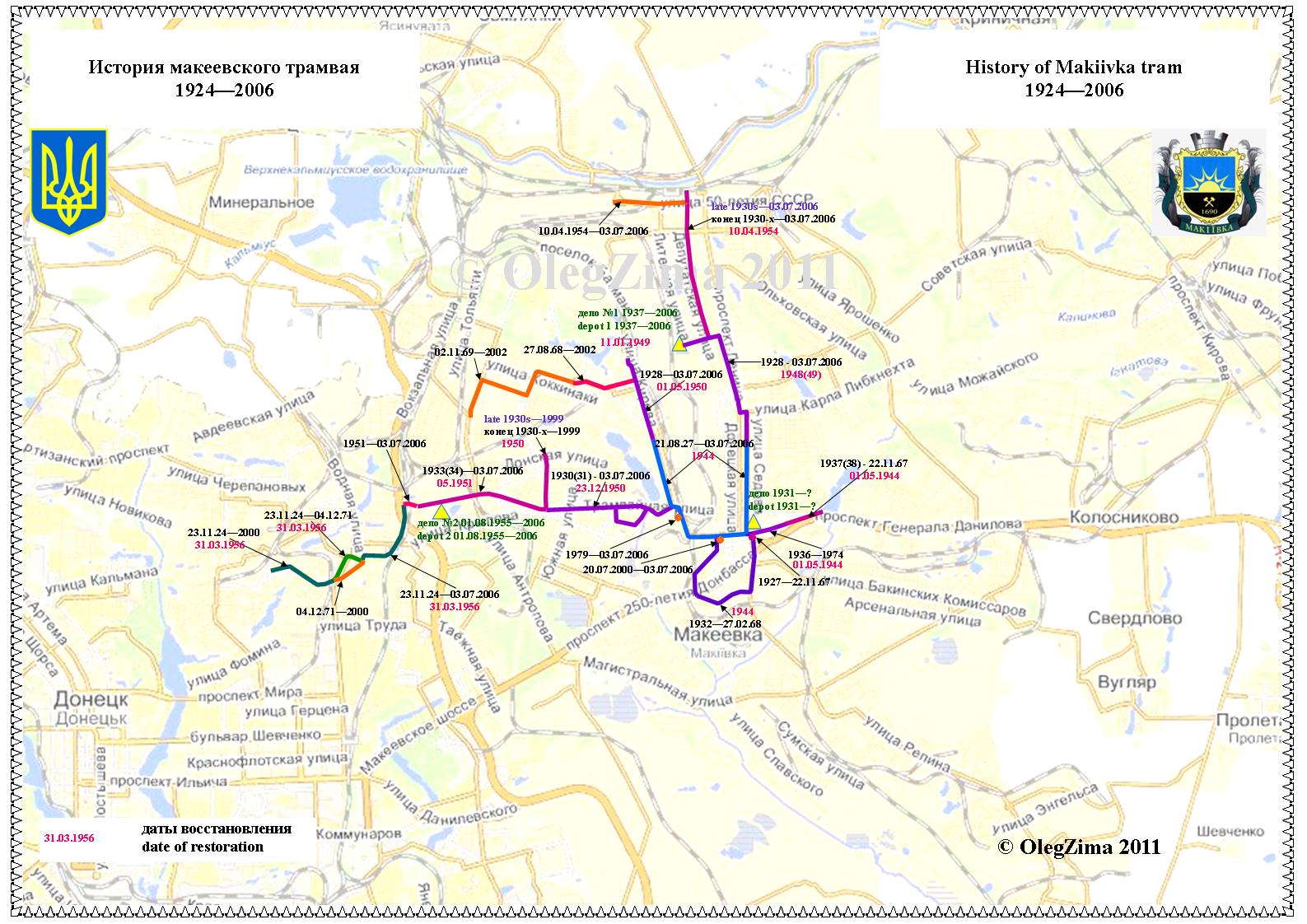
История маршрутов макеевского трамвая
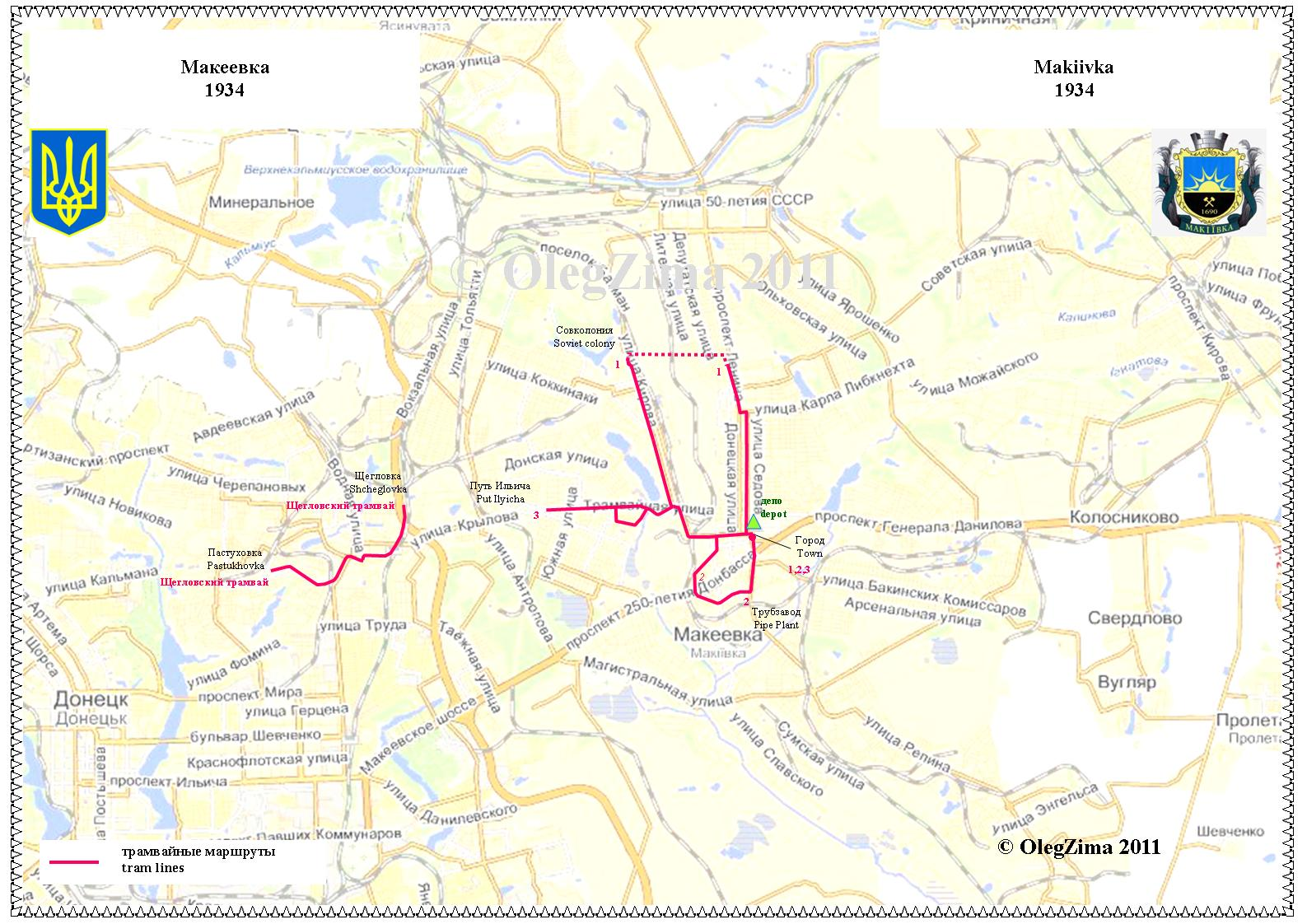
Маршруты трамвая г. Макеевка в 1934 году
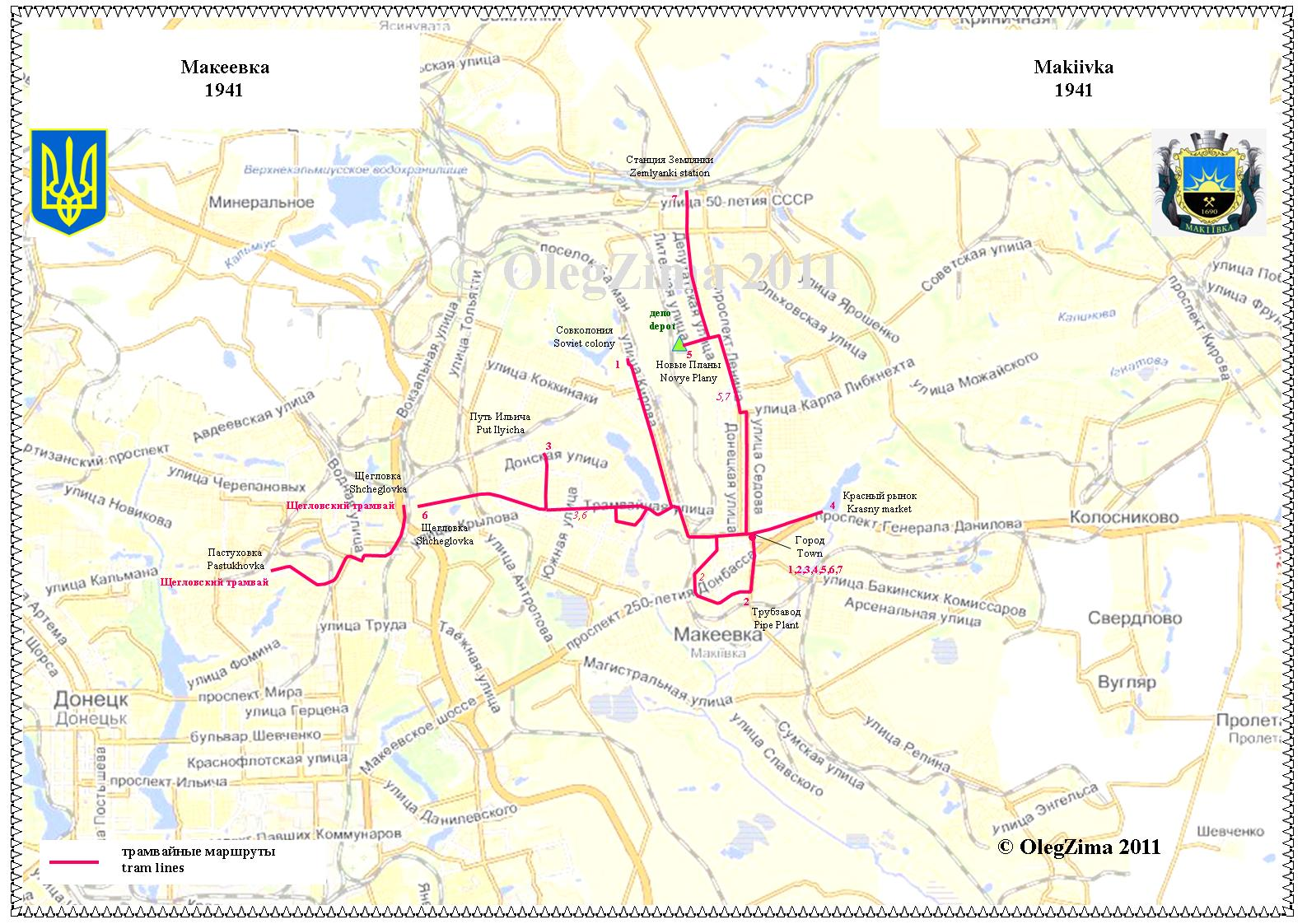
Маршруты трамвая г. Макеевка в 1941 году
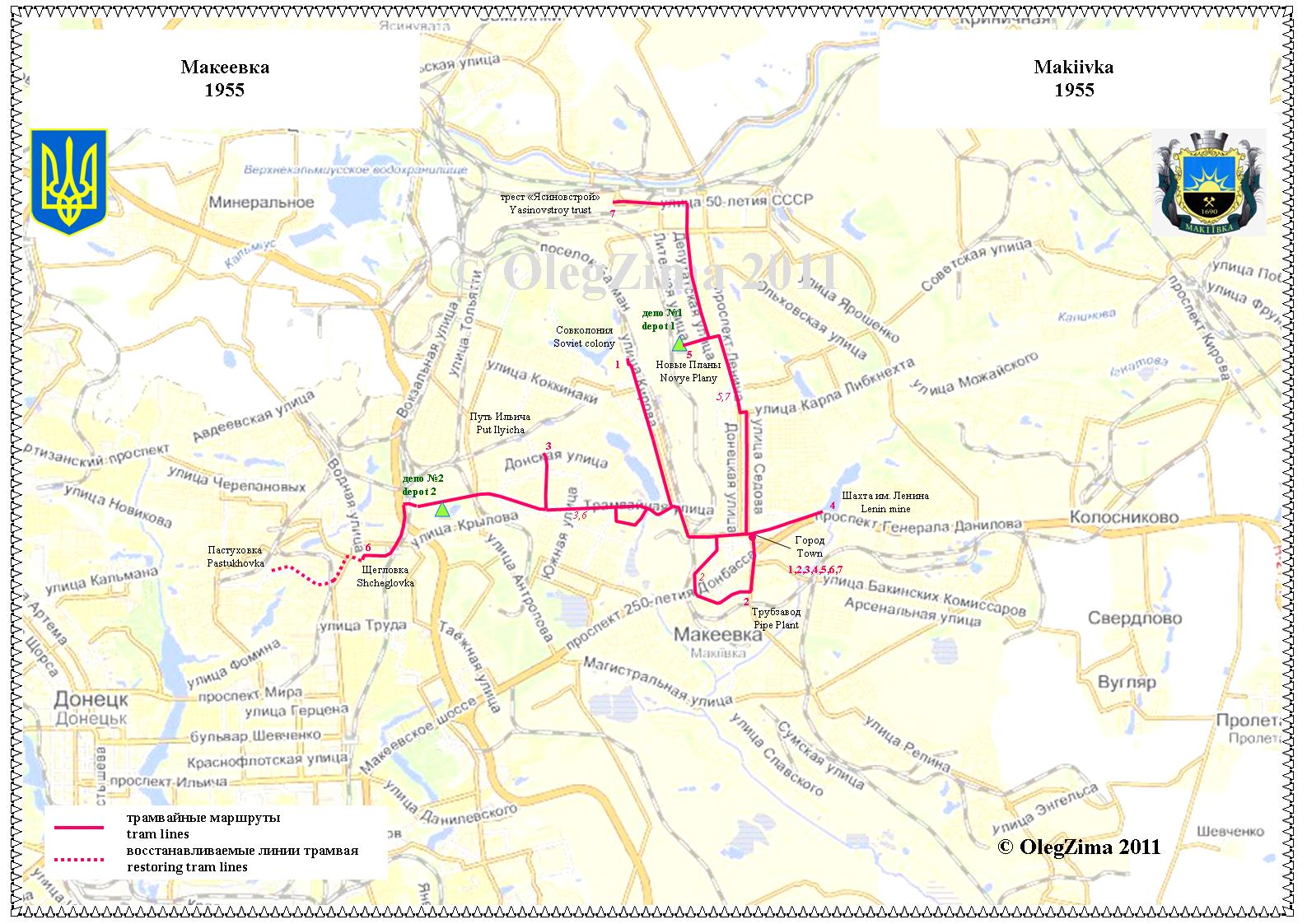
Маршруты трамвая г. Макеевка в 1955 году
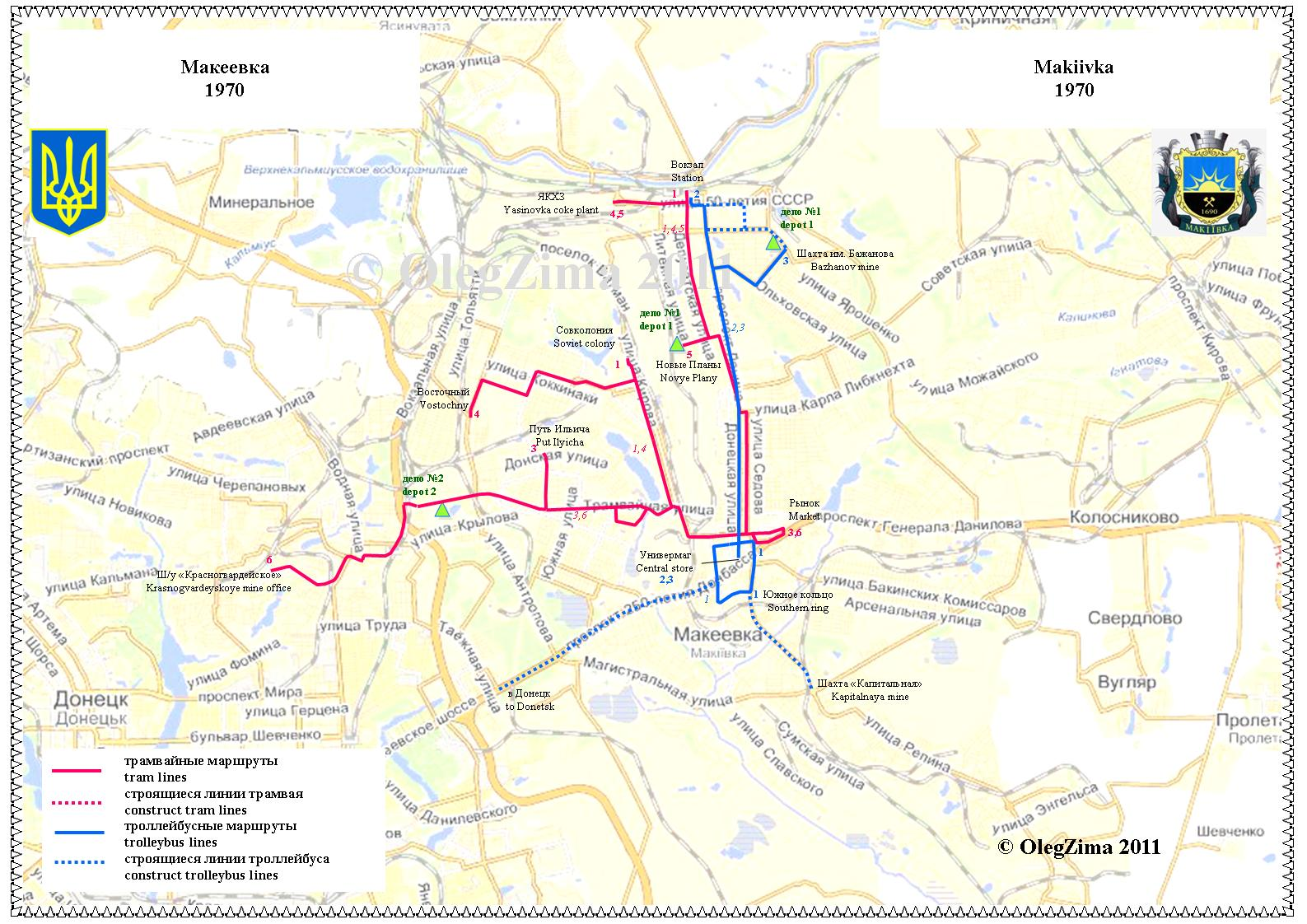
Маршруты трамвая г. Макеевка в 1970 году
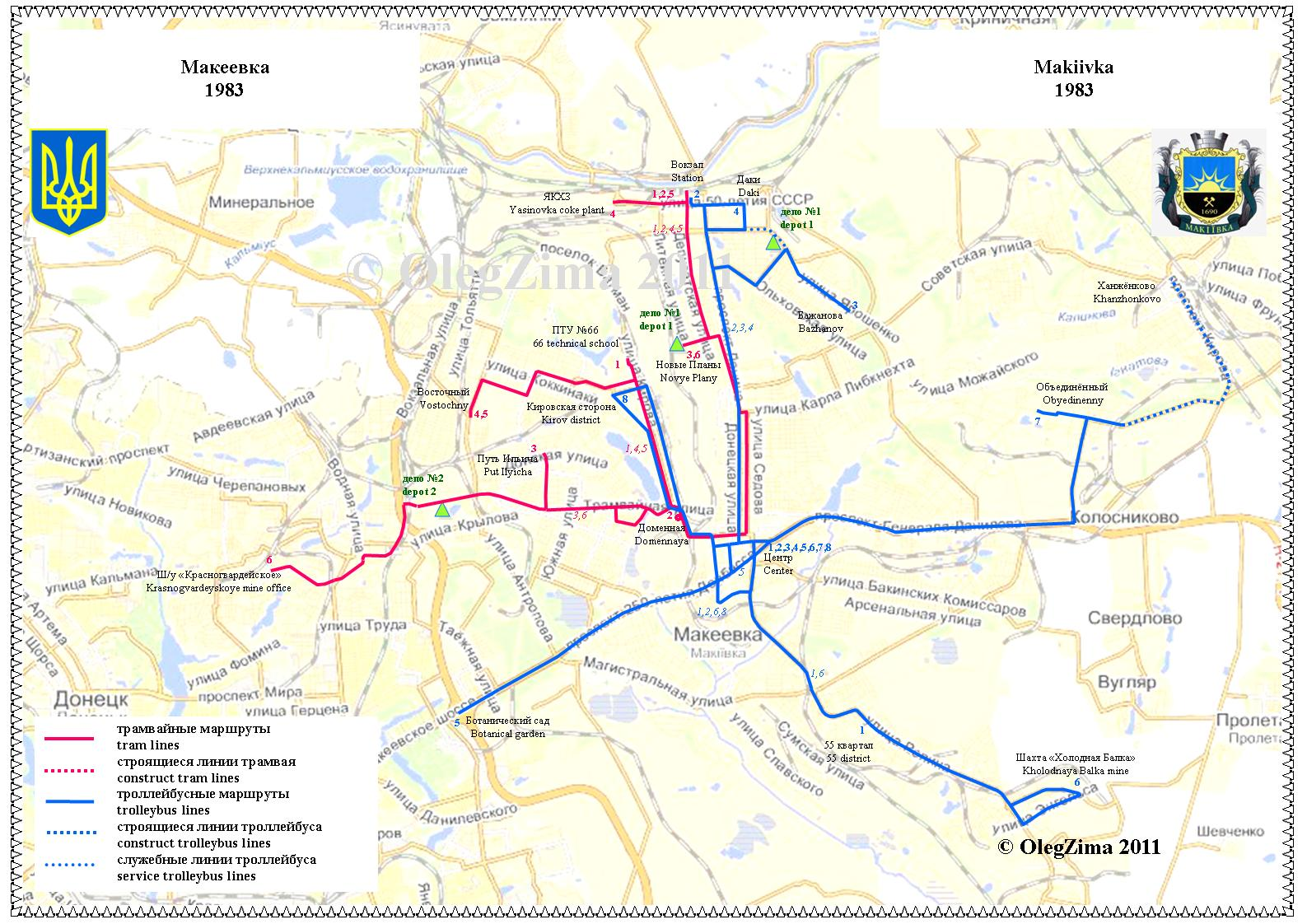
Маршруты трамвая г. Макеевка в 1983 году
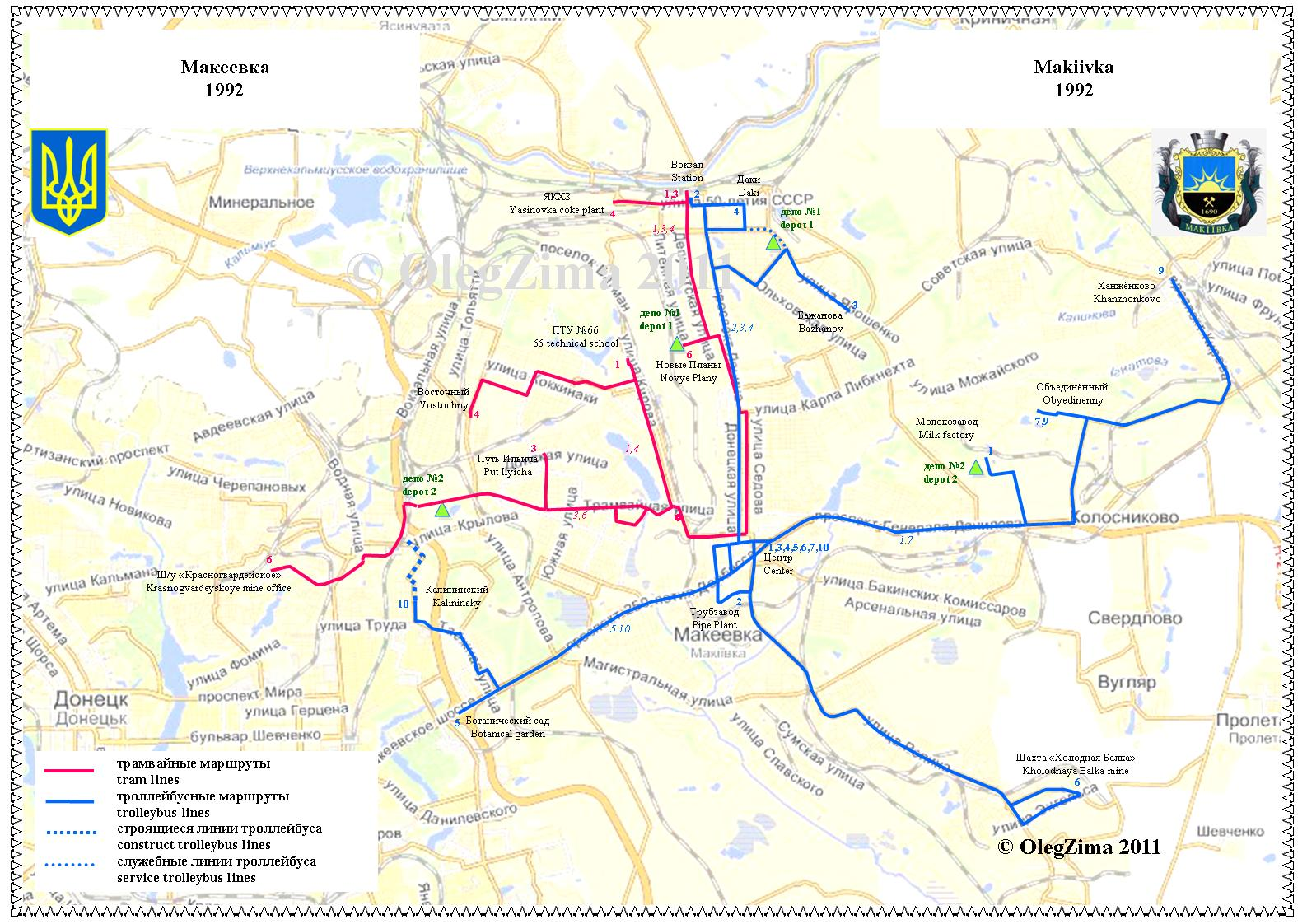
Маршруты трамвая г. Макеевка в 1992 году